# Anagyrus schmuttereri
Anagyrus schmuttereri är en stekelart som beskrevs av Charles Ferrière 1955. Anagyrus schmuttereri ingår i släktet Anagyrus, och familjen sköldlussteklar. Arten är reproducerande i Sverige.